# Phymaturus sitesi
Phymaturus sitesi — вид ігуаноподібних ящірок родини Liolaemidae. Ендемік Аргентини.

## Поширення і екологія
Phymaturus sitesi мешкають у вулканічних горах Аука-Мауїда на півночі депаратаменту Аньєло в провінції Неукен. Вони живуть серед скельних виступів в степу, зустрічаються на висоті від 1800 до 2100 м над рівнем моря. Живляться рослинністю, є живородними.